# Peldoaivi
Peldoaivi är ett berg i Finland.   Det ligger i den ekonomiska regionen Norra Lappland och landskapet Lappland, i den norra delen av landet, 1 000 km norr om huvudstaden Helsingfors. Toppen på Peldoaivi är 481 meter över havet.
Terrängen runt Peldoaivi är platt söderut, men norrut är den kuperad.  Trakten runt Peldoaivi är nära nog obefolkad, med mindre än två invånare per kvadratkilometer. Det finns inga samhällen i närheten. Omgivningarna runt Peldoaivi är i huvudsak ett öppet busklandskap.